# Gregor Vovk Petrovski
Gregor Vovk Petrovski, slovenski politik, družboslovec in publicist, * 29. december 1962.
Rojen v Celju, tam je obiskoval I. osnovno šolo ter Kajuhovo Gimnazijo. V Ljubljani je na FSPN študiral politologijo in se izobraževal tudi v ZDA. Študij je končal 1987.
Prva služba je bila Skupščina SR Slovenije, kasneje je deloval v okviru ZSMS, LDS, Državnega zbora, Razvojne agencije Savinja ter podjetja Zeleno zlato. Je ustanovni član in predsednik Društva varuhov okolja Radoživ. Objavil je vrsto publikacij in člankov s področja ekologije. Več kot deset let je tudi predaval družboslovne predmete na ljudskih univerzah. V obdobju med 1999 in 2013 se je strokovno izpopolnjeval s področja gastronomije in enologije. Predaval je tudi skupinam poslovnežev in gastro menedžerjem iz kulinarično vinskih vsebin. Med letoma 1997 in 2002 je bil član Državnega sveta Republike Slovenije.
Štiri mandate je bil svetnik občine Žalec, krajši čas tudi podžupan.
Bibliografija:
- Poteptana priroda, zbornik o porečju Savinje
- Vrbje, vodnik
- Kaplje zgodovine, pregled vodnogospodarskih objektov na Savinjskem v zgodovini (Mlini, žage)
- Žigetalkanje s koleni, pesniška zbirka
- Buče na mizi, kuharska knjiga
- članki v časopisih: Savinjčan, Naš čas, Celjan